# ジャン＝イヴ・ティボーデ
ジャン＝イヴ・ティボーデ（Jean-Yves Thibaudet, 1961年9月7日 - ）は、フランス・リヨン出身のピアニスト。

## 経歴
5歳でピアノを始め、7歳で公開演奏を行い、デビューを果たす。12歳でパリ国立高等音楽院に進んで、アルド・チッコリーニと、ラヴェルの友人リュセット・デカーヴに師事。3年後にパリ音楽院の首席となり、18歳でニューヨーク青年演奏家オーディションの覇者となり、19歳で日本国際音楽コンクールで第2位を受賞して脚光を浴びた。音楽教師としても活動しており、現在はアメリカ合衆国で後進の指導にあたっている。

## 演奏活動
ヴィルトゥオーソの伝統を汲む超絶技巧のピアニストだが、メカニックな演奏技巧のやみくもな披瀝に終わることなく、作曲者の意図の再現のために、理想の音響を実現するための熟考を重ね、さまざまな奏法の巧みな使い分けや、音色に対する繊細な配慮が演奏から伺われる。
ショパンやドビュッシー、ラヴェルといったフランスのピアノ界に伝統的なレパートリーを得意とするだけでなく、19世紀ロマン派の作曲家、たとえばシューマンやリスト、ブラームス、ラフマニノフをも得意としている。ショスタコーヴィチやメシアンなどの近現代のピアノ曲も得意であり、またヴォルフのリートの伴奏者も務めている。近年はサティのピアノ曲全集を録音して話題を呼んだ。また、近代フランス音楽の伝統を汲む一人であるとの意識から、ジャズにも興味を示しており、これまでにデューク・エリントンやジョージ・ガーシュウィン、ビル・エヴァンスの作品をとりあげている。
また、ソリストとしてだけでなく、協奏曲や室内楽・歌曲の演奏・録音にも積極的で、ジョシュア・ベル、トゥルルス・モルク、ルネ・フレミング、チェチーリア・バルトリ、アンゲリカ・キルヒシュラーガー、ユーリ・バシュメットらと共演してきたほか、世界各地の著名なオーケストラと共演を重ねている。

## 人柄
端正な容姿からファッション界からも注目され、演奏会の衣裳はもともとジャンニ・ヴェルサーチを好んで着用していたが、現在はヴィヴィアン・ウエストウッドがデザインしたコスチュームを提供されている。若い頃から、タキシードのすそを短めにそろえ、赤い靴下を覗かせながら演奏するなど、独特のファッションセンスで知られている。
また、家に代々伝わるブルゴーニュワインのコレクターであると同時に、絵画のコレクターでもある。
ティボーデはまた同性愛者であることをカミングアウトしており、エイズ防止のキャンペーンなどに名前を連ねている。